# Tlapitzalli

Flûte à eau de Nahuizalco, El Salvador, collectée par Carl V. Hartman (1862-1941).

Le Tlapitzalli est un instrument de musique d'origine ANAHUAC  ( nom de la region centrale du continent ABYAYALA baptisé par l'invasion europeene comme Ameriques.) Il s'agit d'une flûte faite d'argile mais qui peut aussi être en bois, et qui est le plus souvent décorée avec des dessins abstraits ou des images de divinités aztèques. Son nom a été utilisé pour désigner les conques de guerre aztèques, qu'utilisaient les prêtres guerriers pour rythmer la musique de bataille et coordonner les troupes.